# Klement Ruisl
R.D. Klement Ruisl (6. května 1920 Brezolupy, Slovensko – 8. září 2003 Tatobity) byl původem slovenský římskokatolický kněz působící v Čechách spolupracující s komunistickým režimem.

## Život
Teologická studia absolvoval v Litoměřicích a 8. dubna 1950 byl vysvěcen na kněze. Následně působil jako administrátor v Homoli u Panny, dále ve Smržovce a od 15. prosince 1952 Raspenavě. Při svém působení v Raspenavě zároveň obstarával duchovní správu v Hejnicích a Krásném Lese. V tomto období po dobu zhruba šesti týdnů od 15. června 1955 byl jmenován zároveň administrátorem excurrendo farností Nové Město pod Smrkem a Jindřichovice pod Smrkem. Mělo se však jednat spíše o formální a administrativní akt, protože po duchovní stránce (in spiritualibus) měl tyto farnosti spravovat Augustin Šumbera, který žil na faře v Krásném Lese. Ruisl nato krátce administroval Frýdlant v Čechách. Od 15. srpna 1955 do 1. září 1957 administroval v Mikulášovicích. Od 1. listopadu 1957 do 15. prosince 1957 spravoval Nové Město pod Smrkem a poté se stal od 1. května 1958 administrátorem v Turnově. Zde pak později působil i jako okrskový vikář turnovského vikariátu. V období normalizace začal spolupracovat se státními orgány komunistického totalitního režimu. Dne 8. dubna 1970 byl zaregistrován jako informátor Oddělení StB Semily s krycím jménem RUDA. Dne 22. září 1972 byl převeden do kategorie agent. Agenturní spolupráce trvala až do pádu totalitního státu. Dne 5. prosince 1989 byl svazek skartován. I když samozřejmě není možné rekonstruovat důvody, které Ruisla vedly k přijetí spolupráce, z agenturních hlášení, zachovaných v svazcích vedených na jiné osoby lze usuzovat (patřil mezi ně například farář Rudolf Prey), že alespoň v určitém období ke spolupráci přistupoval poměrně iniciativně a hlásil i skutečnosti, které by se bez něj StB nikdy nedozvěděla. Z turnovské farnosti odešel až v pokročilém věku a od roku 1993 působil jako farář v Tatobitech. Poté sloužil v Turnově i v Tatobitech, v nichž pak zemřel.